# Орандж (округ, Вермонт)
Шаблон:StateAbbr_ 43°59′45″ пн. ш. 72°22′30″ зх. д. / 43.995815° пн. ш. 72.374886° зх. д.
Округ  Орандж (англ. Orange County) — округ (графство) у штаті  Вермонт, США. Ідентифікатор округу 50017.

## Історія
Округ утворений 1781 року.

## Демографія
За даними перепису 2000 року загальне населення округу становило 28226 осіб, зокрема міського населення було 602, а сільського — 27624. Серед мешканців округу чоловіків було 14055, а жінок — 14171. В окрузі було 10936 домогосподарств, 7614 родин, які мешкали в 13386 будинках. Середній розмір родини становив 2,97.
Віковий розподіл населення поданий у таблиці:
| Стать    | До 15 років | 15-21 | 22-29 | 30-39 | 40-49 | 50-65 | 65-85 | Понад 85 |
| -------- | ----------- | ----- | ----- | ----- | ----- | ----- | ----- | -------- |
| Чоловіки | 3019        | 1616  | 1066  | 1896  | 2438  | 2441  | 1473  | 106      |
| Жінки    | 2813        | 1259  | 1081  | 2051  | 2497  | 2437  | 1749  | 284      |

## Суміжні округи
- Каледонія — північний схід
- Ґрафтон, Нью-Гемпшир — схід
- Віндзор — південний захід
- Еддісон — захід
- Вашингтон — північний захід

## Виноски
1. ↑  U.S. Decennial Census. United States Census Bureau. Архів оригіналу за 26 квітня 2015. Процитовано 29 червня 2015.
2. ↑  Historical Census Browser. University of Virginia Library. Архів оригіналу за 11 серпня 2012. Процитовано 29 червня 2015.
3. ↑  Forstall, Richard L., ред. (27 березня 1995). Population of Counties by Decennial Census: 1900 to 1990. United States Census Bureau. Процитовано 29 червня 2015.
4. ↑  Census 2000 PHC-T-4. Ranking Tables for Counties: 1990 and 2000 (PDF). United States Census Bureau. 2 квітня 2001. Процитовано 29 червня 2015.
5. ↑  State & County QuickFacts. United States Census Bureau. Архів оригіналу за 6 червня 2011. Процитовано 30 грудня 2013.(англ.) Наведено за англійською вікіпедією.
6. ↑  American FactFinder. Бюро перепису населення США. Архів оригіналу за 26 лютого 2012. Процитовано 31 січня 2008.

| США | Це незавершена стаття з географії США. Ви можете допомогти проєкту, виправивши або дописавши її. |